# Spéculation foncière

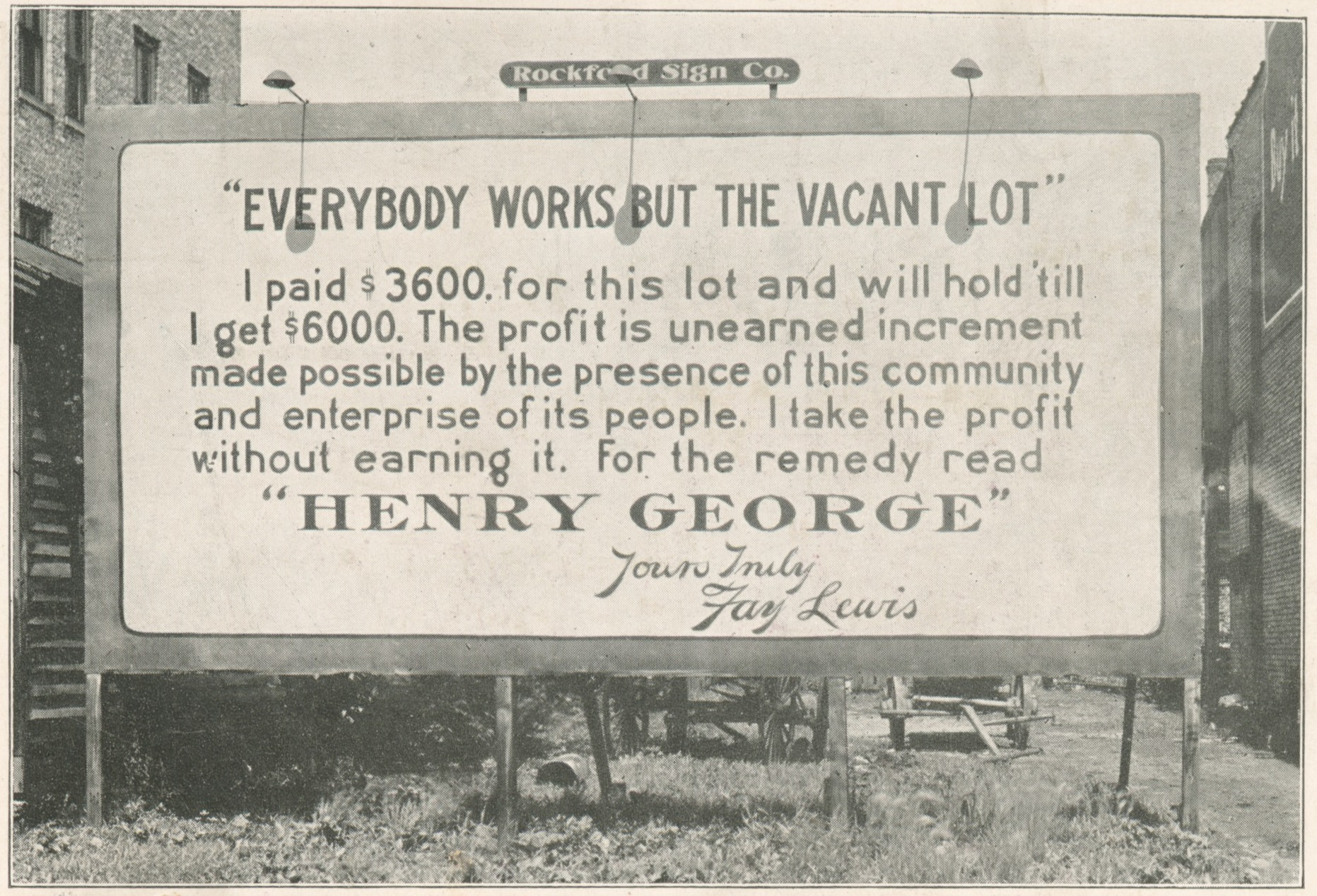
Panneau d'affichage de 1914 qui critique la spéculation foncière et qui cite Henry George

L'expression spéculation foncière désigne toutes les formes de spéculations relatives « à un fonds de terre, à son exploitation, à son imposition » quand des agences immobilières ou foncières, des banques ou des individus (Propriétaires fonciers ou acheteurs de foncier) cherchent à tirer des avantages financiers et/ou fiscaux et/ou politiques de la propriété foncière ou d'un bien immobilier existant ou potentiellement existant.
Au sens étroit de l'expression, la spéculation porte sur les terrains à vocation agricole, minière, touristique, urbaine ou ayant vocation de protection de la nature... mais au sens large, elle porte aussi sur des immeubles et autres constructions ou infrastructures alors considérés comme biens « fonciers ». Parfois il peut s'agir de concessions minières ou de permis d'exploiter une nappe ou un milieu sous-marin (parc à huîtres ou zone de mytiliculture, zone riche en nodules polymétalliques), etc.
En contexte libéral ou capitaliste d'économie de marché (« capitalisme urbain » notamment), le spéculateur parie sur la loi de l'Économie de marché (loi de l’offre et de la demande) et cherche à l'influencer en utilisant des informations ou orientations qui lui laissent penser que le sol prendra ou perdra de la valeur marchande ou d'estime, en orientant le « marché foncier ».
Il s'agit généralement de tirer un revenu financier du sol ou sous-sol ou fond marin, mais exceptionnellement, il peut aussi s'agir de protéger une valeur patrimoniale ou culturelle intrinsèque ou de service écosystémique en achetant du foncier pour le protéger ou y imposer certaines servitudes environnementales (par exemple pour protéger la nappe ou protéger la nature (ex : cas d'un parc national ou d'une réserve naturelle).

## Histoire

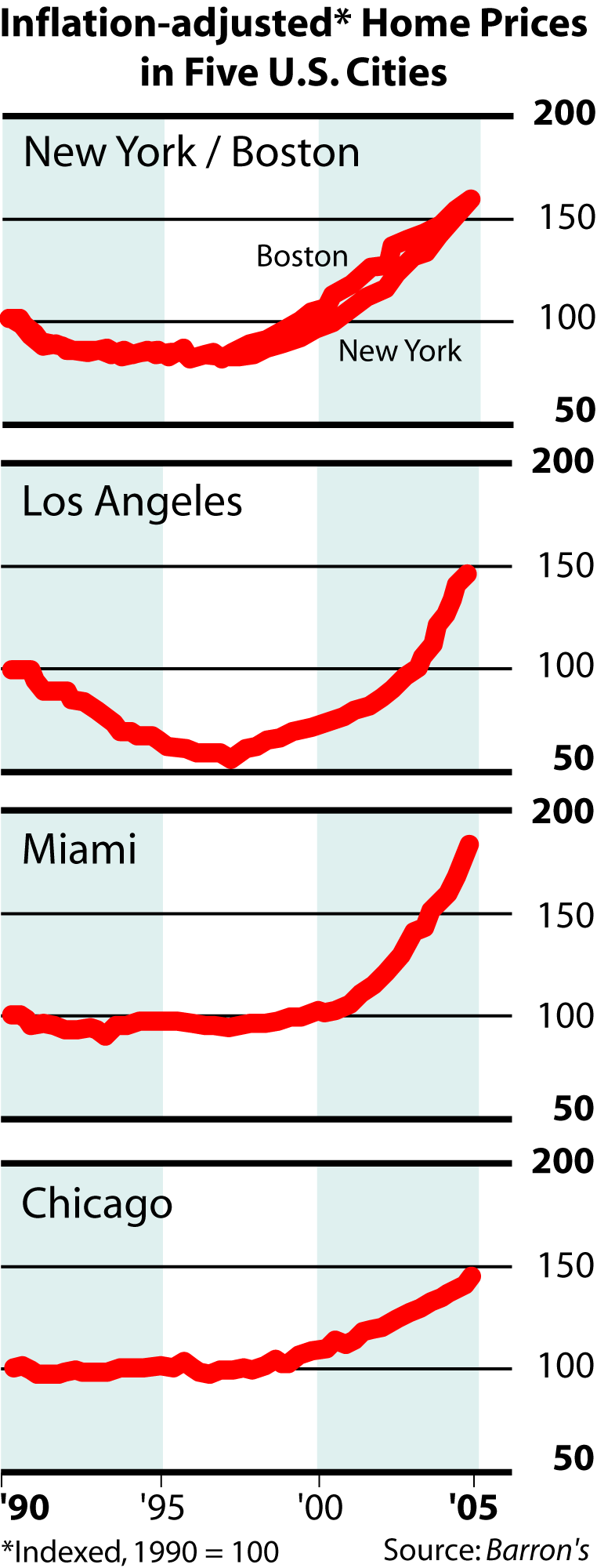
Courbes d'augmentation des prix des loyers aux États-Unis (corrigées de l'inflation pour quelques grandes villes, avant la crise financière de 2008 (période 1990–2005)

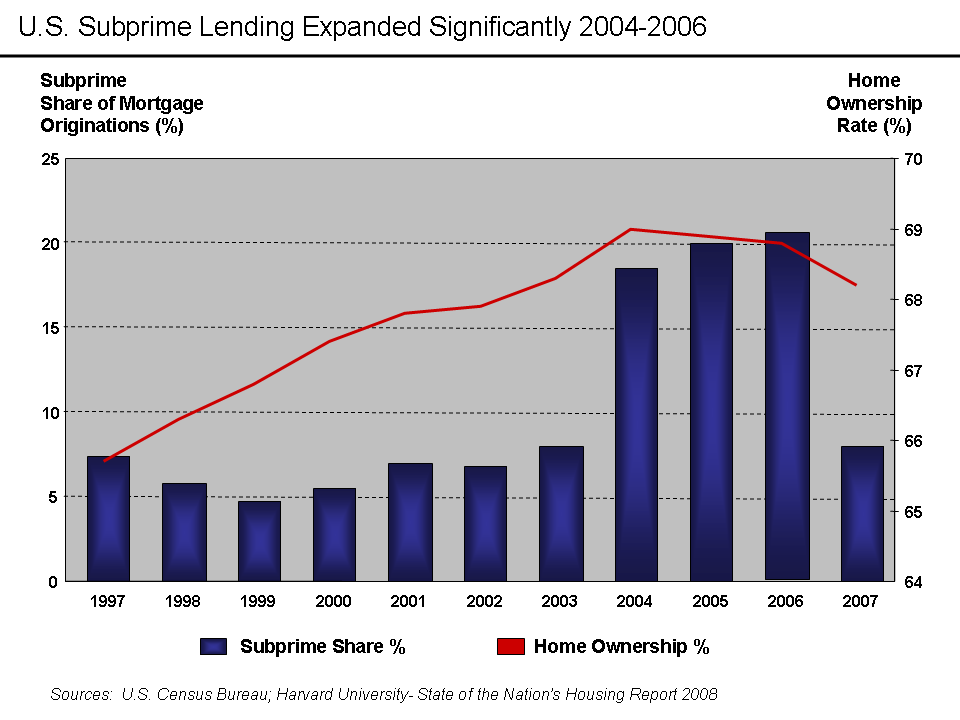
Crise des subprimes ; part des prêts hypothécaires à risque (en bleu) et du taux de personnes propriétaires de leur logement (en rouge) aux États-Unis ; d'après l'U.S. Census Bureau et le Harvard 2008 State of Nation's Housing

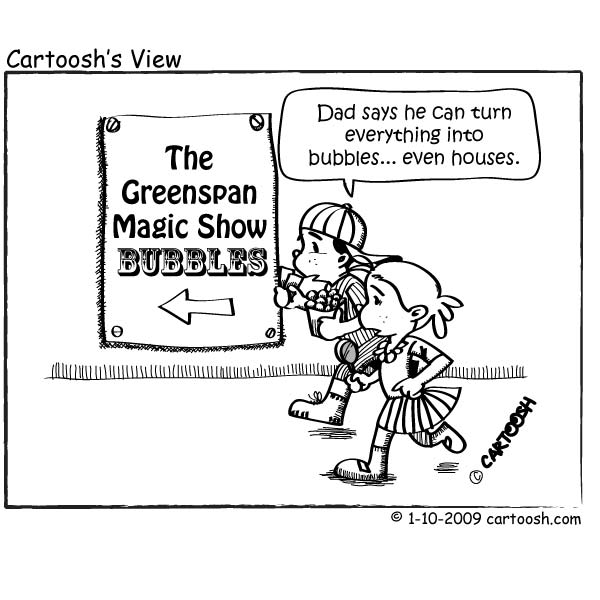
Légende : Papa dit qu'il peut tout transformer en bulles même les maisons

Des exemples de spéculation foncière liées à des enjeux de pouvoir, d'image, de conquête militaire ou de défense, ou encore à des enjeux agricoles existent probablement depuis l'antiquité.
La spéculation foncière est souvent plus exacerbée dans les villes où la noblesse, le clergé, la bourgeoisie marchande étaient en compétition pour certains quartiers, ce qui faisait monter les prix du terrain et des loyers (ex : concentration des hôtels aristocratiques dans certains quartiers de Paris au XVIIIe siècle).
Selon les cas et selon le point de vue des auteurs, une spéculation foncière active est considérée comme un signe de « prospérité urbaine » ou comme un frein au développement harmonieux de la ville (la frange la plus pauvre étant exclue aux périphéries voire dans des bidonvilles ou dans la rue, dans les grandes villes de l'Inde par exemple).
Là où la pression foncière est forte, les espaces urbains peuvent échapper au contrôle du politique, au profit des spéculateurs et au détriment de quartiers historiques et aux modes de vie traditionnels.

## Bulles foncières
Les économistes parlent de bulle foncière pour décrire une bulle économique spéculative survenant dans le système capitaliste quand le niveau de prix d'échange sur un marché (marché des loyers et d'actifs financiers immobiliers) augmente excessivement par rapport à la valeur financière intrinsèque (ou fondamentale) du foncier échangé ; cette augmentation des prix se fait sous le jeu de croyances d'acheteurs et vendeurs (de bonne foi ou manipulés). Après une période d'euphorie plus ou moins courte, vient la crise (la bulle éclate).
Les bulles de spéculation foncière semblent avoir pris une importance croissante et même en partie expliquer certaines crises de grande ampleur et de longue durée (crise financière de 2008 par exemple, ou bulle foncière du Japon ou d'Espagne).
30 ans plus tôt toutes les puissances capitalistes avaient subi les spéculations foncière et/ou immobilière, qui ont en quelques années fait doubler ou tripler les prix des terrains, phénomène ayant gagné la Corée du Sud, Taïwan, et certaines grandes villes chinoises. Peu après, dans les années 1990, les “bulles spéculatives” se sont localement dégonflées, mettant au jour une « collusion des banques et des spéculateurs et engagé les pays concernés sur le chemin de la crise financière ». Canary Wharf est la première opération à s'effondrer dans les Docklands (friche industrielle de l'Est de Londres, livrée à l'urbanisation), alors créditée de « plus grande faillite du siècle », mais très temporairement, puisqu'une longue série de crises bien plus graves surviendra. Pour laquelle l'union de 12 banques impliquées dans le projet, aidées par le gouvernement du Royaume uni, subviendront à l'essentiel du coût de désenclavement de cette grande crise.
En France, où dans les années 1900, 350 à 500 milliards de francs ont été injectés dans l'immobilier avec les encouragements de la bourse, ce sont le Comptoir des Entrepreneurs et le Crédit lyonnais qui évitent de peu l'effondrement, grâce à l'effacement de milliards d'euros de dettes par l'État et les contribuables.
L’Allemagne découvre en avril 1994 que la Deutsche Bank, jusqu'alors décrite par le journal Wirtschaftswoche comme le “tabernacle de l’économie allemande”, et la “substance de la vertu germanique” a en réalité subi de graves pertes à la suite de la faillite du leader du marché immobilier allemand Jurgen Schneider, qui a perdu les milliards que de grandes banques lui avaient inconsidérément avancés, et ce presque sans conditions, dans l'espoir de retours issus de la spéculation immobilière. Dans le même temps, les caisses d’épargne américaines sont également piégées par des investissements spéculatifs toxiques dans le domaine de l'immobilier. Il faudra près de 180 milliards de dollars offerts par l’État pour les sauver.
Au Japon, apparemment en pleine prospérité, alors qu'au début des années 1990, le mètre carré de terrain vendu pour la construction de bureaux dépassait 360 000 F dans les 23 arrondissements de Tokyo (soit un triplement des prix en cinq ans et 14 fois le prix moyen parisien et un total tel que le Japon aurait théoriquement pu acheter le territoire des États-Unis en vendant celui de Tokyo, ou celui du Canada avec le prix des terrains du palais Impérial, toute la finance est ébranlée par l'effondrement du marché spéculatif largement occupé par la Bourse et la grande finance, dont on découvre qu'elle a gagé l'équivalent de 9000 milliards de francs de prêts hypothéqués par des terrains, dont 6500 milliards impliqués dans des secteurs de l'immobilier et de la construction “à risque”, avec des créances douteuses évaluées à environ 2 000 milliards de francs et avec 150 milliards de francs de créances irrécouvrables. L'indice Nikkei perd d'un coup la moitié de sa valeur avant que n'éclatent plusieurs scandales financiers et diverses faillites dans l'immobilier, la valeur du foncier ne commence à baisser (après 17 ans de hausse régulière). Le “problème foncier” (dit « tochi mondai ») n'est toujours pas clairement réglé au Japon.

## Nouvelles formes de spéculation
Les relations Nord-Sud sont étalement accompagnées de nouvelles pressions foncières parfois spéculatives ;
- ainsi le colonialisme a-t-il importé dans les pays qu'il a colonisé de nouvelles pressions foncières ;
- plus récemment de nouvelles formes d'achat massif de terres se sont développés entre certains pays (Chine en Afrique notamment) d'ailleurs parfois considérées comme une forme de néocolonialisme ;
- Les cultures de rentes délocalisées (par exemple productrices de produits d'exportation tels que huile de palmiers à huile, cacao et café produit par les cultures de cacaoyers et de caféiers, ou encore colza transgénique ou soja transgénique (en Amérique du Sud où ces cultures sont acceptées alors qu'elles sont plutôt rejetées par les populations et sociétés européennes…) se sont fortement développées au XXe siècle, contribuant notamment à la déforestation[8] et à d'autres formes de dégradation des sols, de l'eau et de l'environnement ainsi parfois qu'aux déplacements plus ou moins forcés de populations autochtones ;
- depuis le début du XXe siècle de nouvelles pressions sont exercées par les promoteurs des cultures dites énergétiques (destinées à produire des agrocarburants) St-Amour, S. (2007). Plus inquiétante que la spéculation foncière : la conversion du maïs à l’éthanol. Courrier Laval, Ville de Laval, 29.

## Enjeux
Des enjeux de justice sociale et de développement soutenable sont liés à la manière dont la spéculation est ou non encadrée et plus ou moins transparente.
Un pan important de la finance et de l'urbanisme est lié à la spéculation, foncière et immobilière notamment. Selon les points de vue la spéculation foncière peut être considérée comme une source de revenus spéculatifs parmi d'autres, ou au contraire devoir être maitrisée pour limiter le risque de crise financière et l'importance de leurs séquelles, les augmentations artificielles de coûts du foncier agricole, sylvicole, minier ou urbain et immobilier (et des loyers), ce qui se fait par exemple par la législation (fiscale notamment) ou par la création de réserves foncières (d'intérêt général et notamment au profit du logement social) par et pour les collectivités locales ou l'État ou des groupements visant à limiter l’étalement urbain et/ou protéger des milieux naturels, avec expropriation si nécessaire, dans le cadre d'une politique foncière.
Les terrains périurbains ou de certaines zones d'activité industrielle ou industrialo-portuaires, certains terrains de montagne ou terrains proches du littoral (autrefois jugés repoussants, sont devenus attirants pour les spéculateurs sur la côte d'Azur et en Bretagne ou Vendée par exemple avec l'avènement de la publicité et de l'économie du tourisme balnéaire) ou dans les zones propices aux sports d'hiver et au tourisme de montagne. Ailleurs, c'est le foncier donnant accès à des berges non inondables de cours d'eau navigable et/ou utilisables pour l'irrigation qui attirent les spéculateurs, les sols riches ou des zones mieux desservies par des infrastructures ou certains services peuvent faire l'objet d'une spéculation foncière, dans les pays riches comme dans les pays pauvres où l'intrusion récente de la notion de propriété privée, de propriété foncière et des règles de marché capitalistes ont pu fortement perturber ou détruire les systèmes communautaires traditionnels (concernant la vaine pâture par exemple) et coutumiers de gestion du foncier qui était souvent considéré comme bien commun et partagé par la communauté, de même pour le passage à l'économie de marché dans les ex-pays de l'Est européen.
Les secteurs du foncier, de l'immobilier (et du politique parfois) sont fortement intriqués. Leur pénétration par les approches spéculatives et financière peut être source de problèmes socio-économiques et de santé publique. La spéculation foncière quand elle est totalement libre et aux mains d'associations foncières agricoles ou d'associations foncières urbaines éventuellement peu scrupuleuses ou simplement peu consciente des impacts sociaux et culturels de leurs activités tend à ne se conformer qu'aux lois du marché ou serait guidée par sa « main invisible »), faisant souvent peu de cas des droits humains fondamentaux et du droit au logement en particulier, ou des anciens occupants du sol, et encore moins du droit coutumier là où il existe encore. Une guerre des loyers peut exister à une autre échelle au sein même des bidonvilles en partie induits par une gestion spéculative du foncier agricole favorisant quelques grands propriétaires et source d'exode rural.
Dans un système mondialisé où le capitalisme est devenu dominant, quand la spéculation ne se fait pas de manière transparente et équilibrée par des règles foncières et fiscales et des aides sociales, elle peut rapidement détruire certains systèmes fonciers et sociaux traditionnels. C'est le cas par exemple de l'agriculture maraîchère périurbaine ou urbaine,, certains systèmes d'élevage, manipuler les prix, être source de malversations et de concurrence déloyale par des systèmes mafieux utilisant des milices pour expulser les propriétaires ou utilisateurs locaux récalcitrants, en Amazonie ou en Afrique notamment, en profitant de l'opacité du système pour blanchir de l'argent provenant de trafics d'armes, de drogue, de bois, de viande de brousse, d'ivoire, d'animaux, etc. ou dans les pays riches de certaines niches fiscales, etc. Ces situations vulnérabilisent toujours les populations les plus pauvres en encourageant des migrations et une périurbanisation parfois anarchique, voire l'installation de « marchands de sommeil » ou l'apparition d'une urbanisation clandestine, d'un habitat clandestin et de bidonvilles.

## Législation
Des lois cadrent (plus ou moins selon les époques et les pays) la spéculation foncière ou cherchent à en limiter les excès (Loi littoral, Loi Montagne (qui a perdu une partie de ses dispositions de lutte contre la spéculation) en France par exemple), parfois à l'aide d'Agences ou d'organismes fonciers spécialisés (Établissement public foncier, SAFER, et Conservatoire du littoral et des espaces lacustres par exemple en France où le Code rural et de la pêche maritime comprend aussi des dispositions visant explicitement à lutter contre la spéculation foncière quand elle nuit aux intérêts de l'Agriculture). Certains droits tels que le droit de préemption selon l'usage qu'en font les États et collectivités territoriales contribuent à faciliter la spéculation foncière ou au contraire l'interdisent ou le limitent.
D'autre part, diverses propositions de loi ont aussi visé à lutter contre des excès particuliers de la spéculation. Au Québec, la Commission de protection du territoire agricole du Québec (CPTAQ), créée en 1978, a pour rôle de contrôler l’utilisation du territoire agricole. En novembre 1978, le Québec s’est doté, par l’entremise de la CPTAQ, d’un outil pour mettre un frein à l’étalement urbain vers les meilleures terres et à la spéculation foncière lors de la mise en place de la Loi de la protection du territoire et des activités agricoles (LPTAA).La CPTAQ a d'ailleurs ajouté des exigences pour les étrangers souhaitant se procurer de la terre agricole au Québec. La LPTAA prévient aussi la segmentation du territoire québécois car, le morcellement du territoire agricole en parcelles réduites est susceptible d’inciter à la conversion de la vocation de ces parcelles à des fins autres que l’agriculture.

## Alternatives, expérimentations
Dans certains pays (dont en France), pour aider les économies pastorales ou agrosylvopastorales, ou l'agriculture bio ou traditionnelle des réformes agraires ou la création d'associations foncières pastorales se sont constituées pour tenter d'équilibrer le poids des aménageurs, syndicats ou des puissantes associations foncières agricoles ou urbaines qui tendaient à accaparer les dernières forêts non protégées (Selon Le Tourneau (2004), la spéculation foncière basée sur des intérêts de court terme a été l'une des principales causes de déforestation de l'Amazonie des années 1970 aux années 1980 certains terroirs ou tout le foncier disponible. En Afrique notamment, des approches mixant le droit coutumier et moderne,, ou innovante cherchent aussi à tester ou développer des alternatives plus équilibrées (ex : création par l’État d'une « banque de sols urbains » en Ontario en 1968).